# Bashkim Kadrii
Bashkim Kadrii (født 9. juli 1991) er en dansk fodboldspiller med albanske rødder, der spiller for den den danske superligaklub Odense BK.
Han har tidligere spillet i bl.a. F.C. København, Randers FC og amerikanske Minnesota United FC i MLS og i saudiarabiske Al-Fateh FC.

## Baggrund
Han er født i København af forældre med albanske rødder og opvokset omkring Blågårdsgade på Nørrebro i København.

## Klubkarriere
Kadrii indledte sin karriere i barndomsklubben B.93, hvor han scorede ganske flittigt. Dette vakte interesse hos større klubber, og i 2009 skiftede han som 18-årig til OB. Også her fik han god succes og scorede blandt andet sit første Superliga-hattrick for OB den 5. december 2011 mod SønderjyskE. I august 2013 pådrog han sig en korsbåndsskade i venstre knæ i en Superliga-kamp mod Viborg, hvor han forinden havde scoret to gange; skaden holdt ham ude i en længere periode. 
Kadrii skiftede fra OB til FCK den 18. juli 2014 på en fireårig kontrakt, og han debuterede to dage senere i en udekamp i Silkeborg i Superligaen.
Den 13. oktober 2014 pådrog han sig igen en korsbåndsskade i venstre knæ, denne gang i en reserveholdskamp på Farum Park mod FC Nordsjælland, og det viste sig siden, at han var færdig resten af sæsonen 2014-15. Kadrii stod senere frem i BT og fortalte om sit skadesforløb, og at han blandt andet ikke mente, at OB havde behandlet hans første korsbåndsskade ordentligt. Odense Boldklubs ledelse var imidlertid ikke enig i denne udlægning.
Efter nogle år uden den store spilletid i FCK blev han i februar 2017 udlejet til Minnesota på en kontrakt for resten af 2017, men lejeaftalen blev ophævet, hvorefter Kadrii skiftede til Randers FC på en ny lejeaftale til udløb i sommeren 2018.
Efter udløbet af lejeaftalen i Randers i sommeren 2018 vendte Kadrii tilbage til FC København. Han fik den 2. august 2018 comeback for F.C. København, da han blev indskiftet i det 53. minut i en kvalifikationskamp til slutspillet i Europa League  mod islandske Stjarnan FC. Han fik dog ikke yderligere spilletid, inden det den 31. august 2018 blev offentliggjort, at han skiftede tilbage til Odense Boldklub. Han skrev under på en fireårig aftale gældende frem til sommeren 2022.

## Landsholdskarriere
Kadrii har spillet 25 landskampe på U18, U19, U20 og U21-landsholdene. Han blev som en af de sidste udtaget til U/21-truppen til EM-slutrunden 2011 i Danmark. I den slutrunde scorede han et mål mod Island i Danmarks sidste kamp.
Den 7. august 2011 blev Bashkim Kadrii udtaget til et danske A-Landshold til venskabskampen imod Skotland, og han fik sin officielle debut, da han blev indskiftet i det 76. minut.